# Bridge of Orchy
Bridge of Orchy (Schots-Gaelisch: Drochaid Urchaidh) is een kleine plaats in Schotland, in de regio Argyll van de Schotse Hooglanden, langs de weg A82. Bridge of Orchy ligt 2 km ten zuiden van Loch Tulla en heeft een station aan de West Highland Line.
Bridge of Orchy ligt in het noorden van Glen Orchy, vlak bij de rivier Orchy die uit Loch Tulla stroomt. Het ligt aan de West Highland Way, een langeafstandswandelpad van Milngavie naar Fort William. De brug waar de plaats naar vernoemd is werd rond 1750 door Britse regeringstroepen gebouwd in het kader van de pacificatie van de Hooglanden.